# An Dehai
An Dehai (zm. 1869), chiński polityk, główny eunuch Zakazanego Miasta w latach 1861–1869. Jeden z głównych współpracowników cesarzowej Cixi.
Asystował przy ceremonii wyboru monarszych żon i konkubin w 1851, podczas której Jehonala została włączona do haremu. Według jednej z relacji podczas walki o władzę po śmierci cesarza Xianfenga dostarczył księciu Gongowi list wdów po władcy, wzywający jego i księcia Chun do przyjazdu do Rehe (Dżehol). Kilka dni później, w tajemnicy przed regentami, zorganizował spotkanie spiskowców. W 1861 w uznaniu zasług otrzymał stanowisko głównego eunucha. Stał się jednym z najbliższych współpracowników cesarzowej Cixi, która powierzała mu organizację rozrywek w swoich apartamentach. Jego pozycja na dworze była tak silna, że w obecności dworzan lżył drugą regentkę, Ci’an.
Zaostrzenie konfliktu między Cixi a księciem Gongiem w 1865 wpłynęło również na stosunek głównego eunucha do tego polityka. Zaczął traktować go z pogardą, łamiąc również w jego obecności przyjęte etykietą normy. Wykorzystując swoje wpływy, zmusił arystokratę do podarowania mu cennego pierścienia. Następnie zaś, mimo prośby Cixi, by tego nie robił, chwalił się nim w obecności samego Gonga. Miało to wywołać u poniżonego księcia krwi chęć zemsty.
Monarchini, pragnąc chronić swego protegowanego, postanowiła wyprawić go na jakiś czas ze stolicy. Miał się udać na południe Chin i w imieniu władczyni dokonać wyboru jedwabnych tkanin. Było to sprzeczne z prawem dworskim, zgodnie z którym eunuchom nie było wolno opuszczać stolicy. An Dehai wyruszył jednak w podróż, a towarzyszący mu orszak zajmował kilka bogato zdobionych łodzi. W miastach, w których się zatrzymywał, faworyt Cixi był przyjmowany jako cesarski wysłannik. Razem z głównym eunuchem podróżował Ding Baozhen, gubernator prowincji Shandong. Był on jego wrogiem, odkąd zmuszony został do przekazania mu 10 tys. liangów srebra. Podczas jednego z postojów wysłał do księcia Gonga posłańca z informacją o tym, że został złamany zakaz przebywania kastratów poza miastem stołecznym. Wiadomość ta dotarła także do Ci’an, która postanowiła zlikwidować znienawidzonego dygnitarza. Wydała edykt, w którym nakazała aresztowanie, a następnie stracenie go. Rozkaz wykonano pod nadzorem Ding Baozhena. Zwłoki An Dehaia pogrzebano na cmentarzu, na którym chowano żebraków.